# Flugessen
Flugessen (auch Essen im Flugzeug) ist ein Sketch des deutschen Humoristen Loriot. Er zeigt drei Fluggäste während einer Mahlzeit im Flugzeug. Der Sketch ist Teil der fünften Folge der Sendereihe Loriot, die im Juni 1978 im Deutschen Fernsehen ausgestrahlt wurde.

## Handlung
Protagonisten des Sketches sind drei Passagiere, die in einer Sitzreihe eines Flugzeugs sitzen. Es wird Essen serviert. Der in der Mitte sitzende Mann bringt das Gespräch auf die Lektüre der am Gang sitzenden Frau. Sie gibt an, dass sie Gedichte von Rilke liest. Beide beginnen nun, Verse aus dessen Werken zu zitieren. Nebenbei packen sie ihr Essen und ihre Getränke aus. Dabei kommt es zu zahlreichen Missgeschicken, bei denen sich die Fluggäste bekleckern. Trotzdem reden die beiden weiter über ihre Liebe zur Poesie. Als der Flugkapitän meldet, dass man gerade über Kassel fliege, mischt sich der am Fenster sitzende Fluggast in das Gespräch ein. Er berichtet von seiner Zeit an der Gewerbefachschule in Kassel und von Kassels neuem Schwimmbad. Außerdem erwähnt er seinen Cousin, der auch Gedichte mache, unter anderem: „Ich muss die Nase meiner Ollen an jeder Grenze neu verzollen.“ Als er aufstehen will und die anderen beiden Gäste dazu ihre Tische samt der Essensreste hochklappen, meldet eine Stewardess, dass der Landeanflug begonnen hat und man sich wieder hinsetzen solle. 

## Produktion und Ausstrahlung
Der Sketch entstand für die fünfte Folge der von Radio Bremen produzierten Sendereihe Loriot. Er bildet darin zusammen mit den Sketchen Abflug und Landung eine durchgehende Geschichte. Die drei Sketche wurden an drei Tagen im April 1978 in einer dafür extra im Studio aufgebauten Flugzeugkulisse gedreht. In allen drei Sketchen spielt Loriot den in der Mitte sitzenden Fluggast, der sich in Landung als Staatssekretär herausstellt. Evelyn Hamann spielt seine Gesprächspartnerin und Heinz Meier den am Fenster sitzenden Passagier. Loriot ist über die Sprechanlage auch als Flugkapitän zu hören. Daneben stellen einige Statisten Stewardessen und Fluggäste dar. So sitzt beispielsweise Hanni Nitsch, die vorher unter anderem im Sketch Schmeckt’s? auftrat, im Flugzeug hinter Loriot.
Die fünfte Folge von Loriot wurde am 15. Juni 1978 im Ersten Programm ausgestrahlt. Das Thema Fliegen spielt darin eine große Rolle. Zunächst ist eine Leibesvisitation mit einem kitzligen Fluggast zu sehen. Dann folgen die drei Sketche im Flugzeug, wobei sie jeweils von einer Ansage unterbrochen werden. Den Sketch Flugessen kündigt Loriot mit folgenden Worten an:

„Früher war der Adler der König der Lüfte, heute ist es der Mensch. Er überwindet Zeit und Raum, wobei es ihm als einzigem Lebewesen dieser Erde gelingt, während des Fluges eine warme Mahlzeit einzunehmen.“

Nach der Landung folgt noch der Sketch Fluggepäck, in dem fünf gleich gekleidete Männer am Gepäckband ihre Koffer verwechseln.
1997 ordnete Loriot sein Fernsehwerk neu und machte aus den sechs ursprünglichen 45-minütigen Loriot-Folgen vierzehn Folgen mit einer Länge von jeweils 25 Minuten. Der Sketch Flugessen ist Teil der zweiten Folge Alles über das Fliegen, die am 29. April 1997 im Ersten ausgestrahlt wurde. Die Folge enthält alle Flughafensketche der Loriot-Reihe, neben den fünf aus der fünften Original-Folge auch jeweils einen aus der ersten und der dritten Folge. Außerdem war Flugessen 1983 in der Sendung Loriots 60. Geburtstag zu sehen.
Anders als viele andere Sketche Loriots erschien der Text von Flugessen nie in gedruckter Form. Gleiches gilt für Abflug und Landung. In Loriots autobiographischem Buch Möpse & Menschen gibt es eine kurze Beschreibung der Dreharbeiten, die mit fünf Fotos illustriert wird. Auch Loriots Ansage zum Sketch wird darin wiedergegeben. Die Ansage ist unter dem Titel Zeit und Raum Teil des Kapitels Lyrisches in Loriots Sammelband Gesammelte Prosa. Im selben Kapitel findet sich das Gedicht vom Cousin des Flugreisenden, das unter dem Titel Grenzen der Menschheit abgedruckt wurde.

## Analyse und Einordnung
Die Germanistin Anne Uhrmacher sieht in dem Sketch eine Parodie auf eine Gesellschaftsschicht, die sie als Niveaumilieu bezeichnet, ein Begriff, den der Soziologe Gerhard Schulze in seiner Studie Die Erlebnisgesellschaft einführte. Laut Schulze sind die Angehörigen dieser Schicht durch ein höheres Einkommen und höhere formale Bildung sowie ihr Interesse an Hochkultur gekennzeichnet. Gleich zu Beginn des Sketches lasse der von Loriot dargestellte Mann eine gehobene gesellschaftliche Stellung erkennen, indem er auf den guten Service der Fluglinie verweist. Damit deute er an, Vielflieger zu sein, was in den 1970er Jahren – der Entstehungszeit des Sketches – noch ein Hinweis auf eine höhere Stellung bzw. Wohlstand war. Auch in der Diskussion mit der Frau über Rilke zeige er typische Verhaltensweisen des Niveaumilieus. So kommentiert er Rilke mit „Etwas Schöneres ist in deutscher Sprache wohl nie geschrieben worden“ und lasse damit den laut Schulze für das Niveaumilieu typischen Hang zu hierarchischen Ordnungen erkennen.
Das Gespräch über die Poesie Rilkes wird im Sketch auf zwei Weisen konterkariert. Zum einen übernimmt dies der dritte Fluggast, der durch seine Aussagen zeigt, dass er kein Akademiker ist und auch keinen Sinn für Hochkultur hat. Seine Bemerkungen zum Gedicht seines Cousins und dem neuen Schwimmbad sind vollkommen unpassend für das Gespräch. Zudem flucht er genau in dem Moment „Scheiße!“ als seine Sitznachbarin das „tonlose Los“ aus Rilkes Duineser Elegien zitiert. Ein zweiter Kontrast entsteht durch den chaotischen Ablauf des Flugessens, durch den am Ende alle drei Fluggäste gleichermaßen verschmutzt sind. Laut Uhrmacher werden damit ihre unterschiedlichen Stellungen in der Gesellschaft nivelliert. Die beiden Rilke-Liebhaber scheinen das Chaos komplett zu ignorieren und setzen ihr Gespräch über Rilke unbeirrt fort. Anne Uhrmacher interpretiert dies als eine Parodie der starren Etikette gehobener Schichten. Der Medienwissenschaftler Eckhard Pabst sieht darin hingegen ein Beispiel für kulturellen Verfall. Damit zeige sich in dem Sketch Loriots modernisierungskritische Haltung, laut Pabst die Leitlinie im Werk des Humoristen.
Die Komik des Sketches richtet sich laut Uhrmacher nicht gegen Rilkes Poesie, für die sich Loriot auch selbst begeistern konnte. Ziel sei stattdessen das Publikum, das sein Werk verkläre und dazu benutze, sich von anderen abzusetzen. Die Schonung der Kunst gilt als typisch für Loriots Sketche zu kulturellen Themen und wurde von der Germanistin Claudia Hillebrandt zum Beispiel auch beim Sketch Flötenkonzert festgestellt. In Flugessen zeigt sich Loriot laut Uhrmacher den Parodierten gegenüber aber auch versöhnlich, ein weiteres Merkmal seiner Komik. So seien die zwei Fluggäste anscheinend wirklich von Rilke begeistert und zitierten seine Poesie nicht nur aus Prahlerei. Dies erlaube es dem Zuschauer, gewisses Verständnis und Sympathie für die beiden aufzubringen.
Die Literaturwissenschaftler Lucas Marco Gisi, Torsten Hoffmann und Moira Paleari sehen Flugessen als Teil einer Gegenreaktion auf den verklärenden Rilke-Kult, der in Nachkriegsjahren nicht nur unter dessen Lesern, sondern auch unter Philologen geherrscht habe. Gleiches gelte für Ernst Jandls ironischen Gedichtzyklus Der gewöhnliche Rilke, der im selben Jahr wie Flugessen erschien.

## Bildtonträger
- Loriots Vibliothek. Band 2: Wo laufen sie denn? und andere Probleme des gehobenen Lebensstils. Warner Home Video, Hamburg 1984, VHS Nr. 2.
- Loriot – Sein großes Sketch-Archiv. Warner Home Video, Hamburg 2001, DVD Nr. 1 (als Teil von Loriot 2).
- Loriot – Die vollständige Fernseh-Edition. Warner Home Video, Hamburg 2007, DVD Nr. 4 (als Teil von Loriot V).